# لاندون غارلاند
لاندون غارلاند (بالإنجليزية: Landon Garland)‏ هو أكاديمي أمريكي، ولد في 21 مارس 1810 في مقاطعة نيلسون في الولايات المتحدة، وتوفي في 12 فبراير 1895 في ناشفيل في الولايات المتحدة.